# 綠蠵龜
绿蠵龜，又稱綠海龜、青海龜、石龜、龜鼊、龜蟞，是海洋中的爬行類動物，是海龟属下的唯一一种。一生中大多的時間都在海中生活，但演化過程中仍然保留了部分祖先的生活方式，所以必須回到出生地上產卵，繁育後代，形成了一種較獨特的生活習性。
綠蠵龜廣泛分布在熱帶及亞熱帶海域中，即約南北緯度60等溫線之間的海域，並在水溫逾攝氏25度的沙灘上產卵。由於牠用肺呼吸，於海中的潛水深度極限約一、兩百公尺。綠蠵龜的主食為海中的海草與大型海藻，因此體內脂肪累積了許多綠色色素，呈現淡綠色，也因而得名。
綠蠵龜已瀕臨絕種，全世界僅剩下約20萬頭產卵母龜，在世界自然保護聯盟瀕危物種紅色名錄中列為瀕危物種。為避免因人類的捕殺及棲地之破壞，所有海龜被均列為瀕危野生動植物種國際貿易公約（或簡稱華盛頓公約）附錄中的物種，也被選為世界自然基金會的海洋十寶之一。

## 生活史

### 成龜

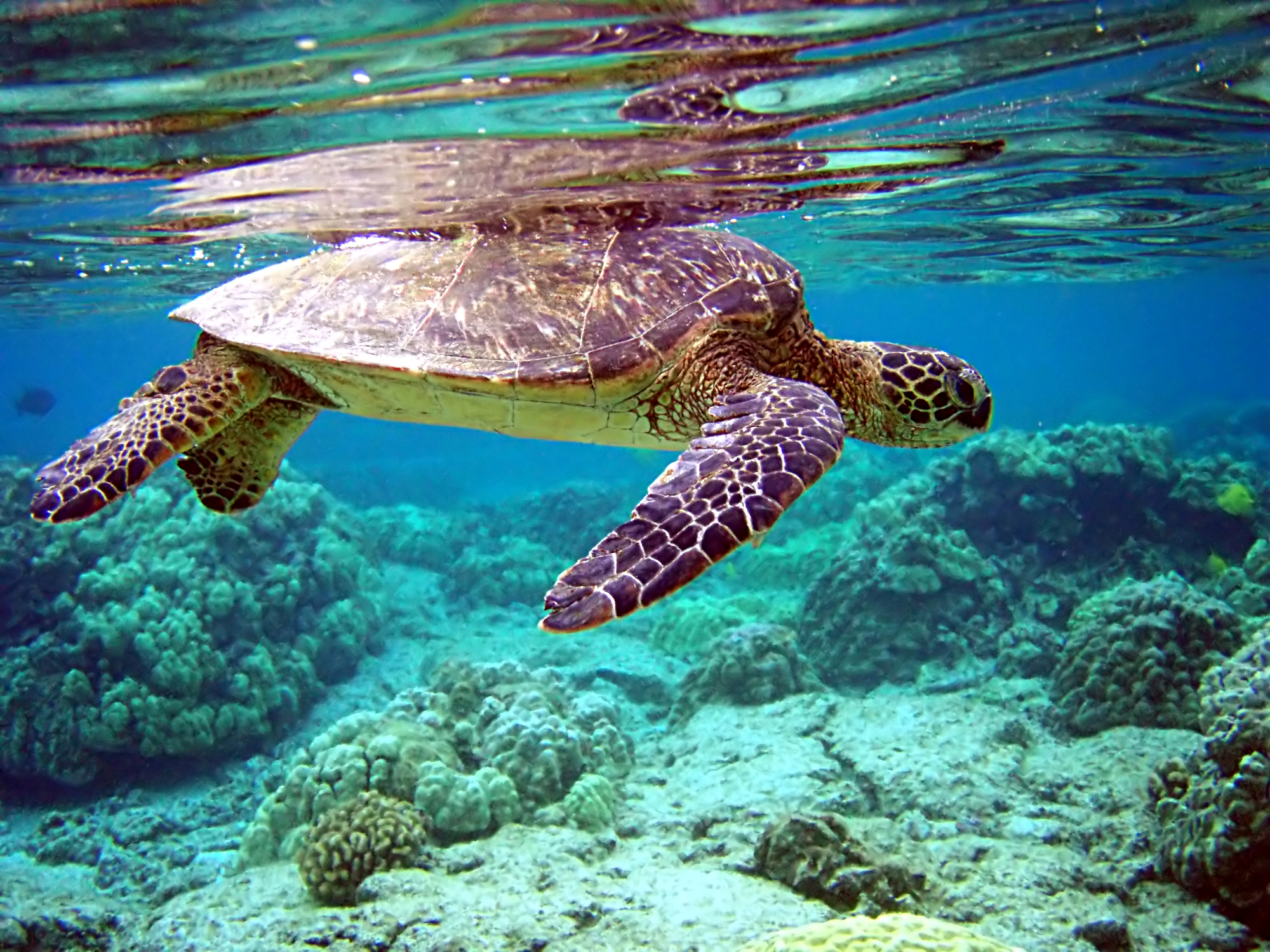
綠蠵龜在水中。

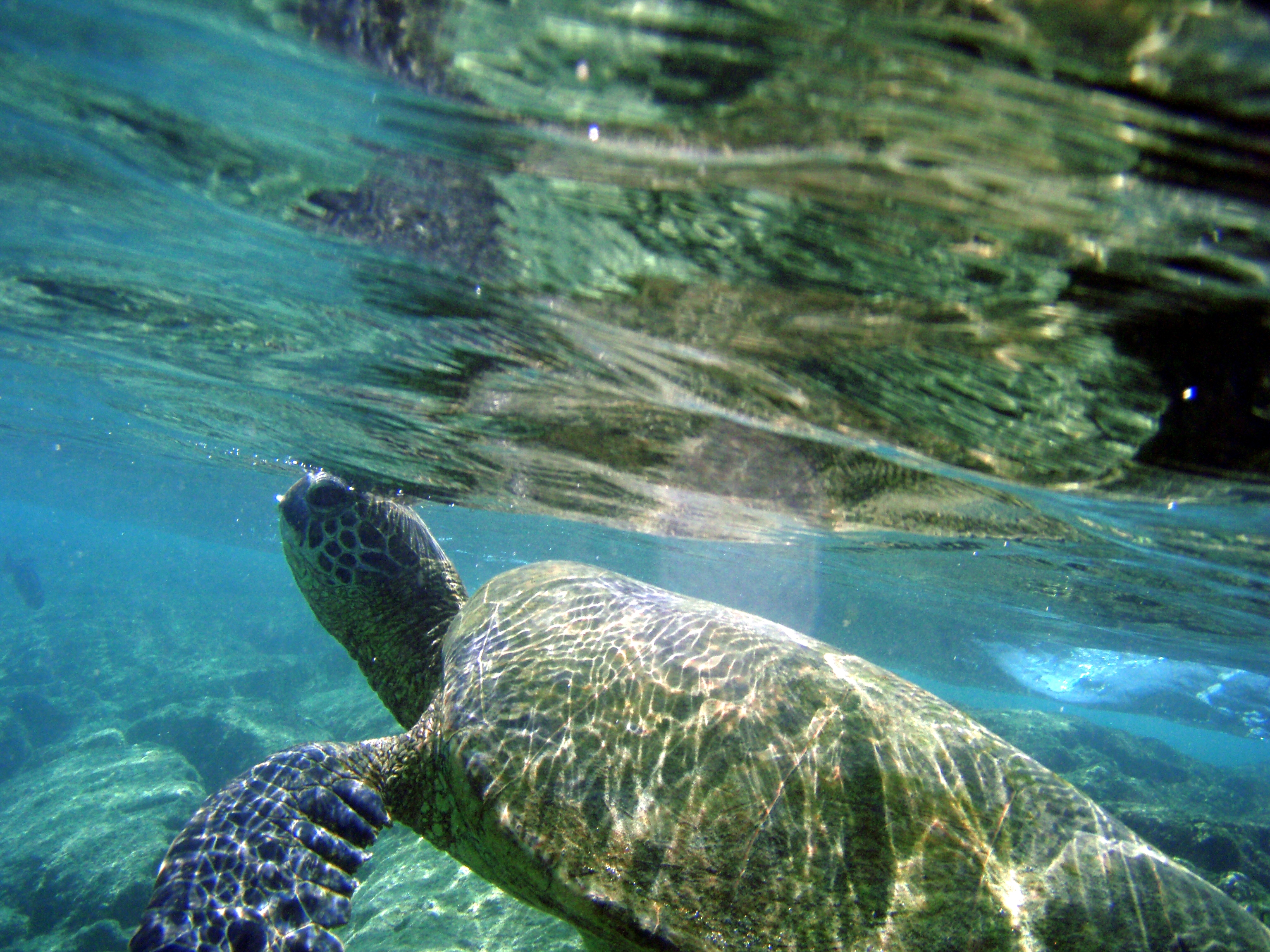
綠蠵龜即將露出水面。

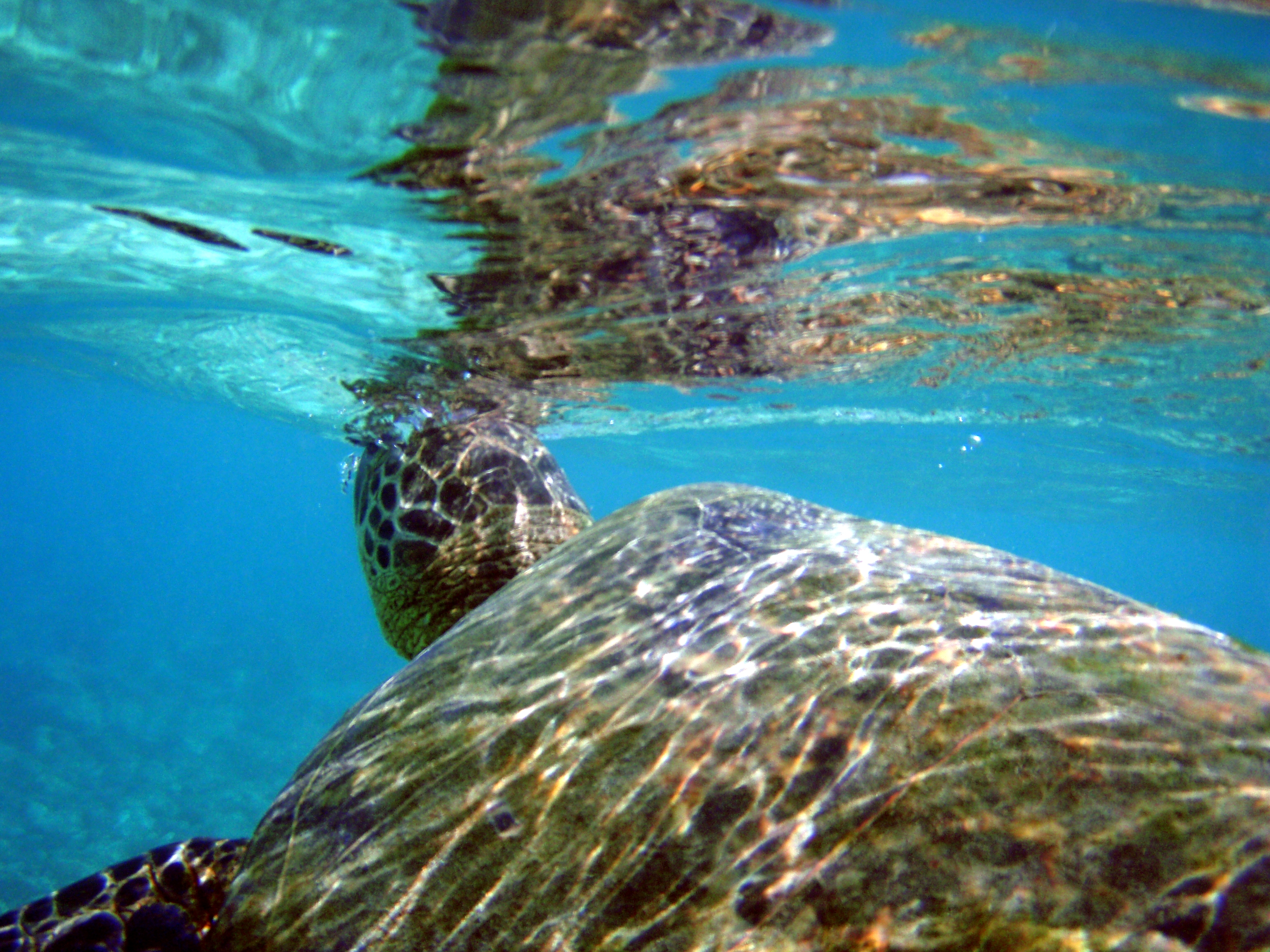
綠蠵龜正露出水面

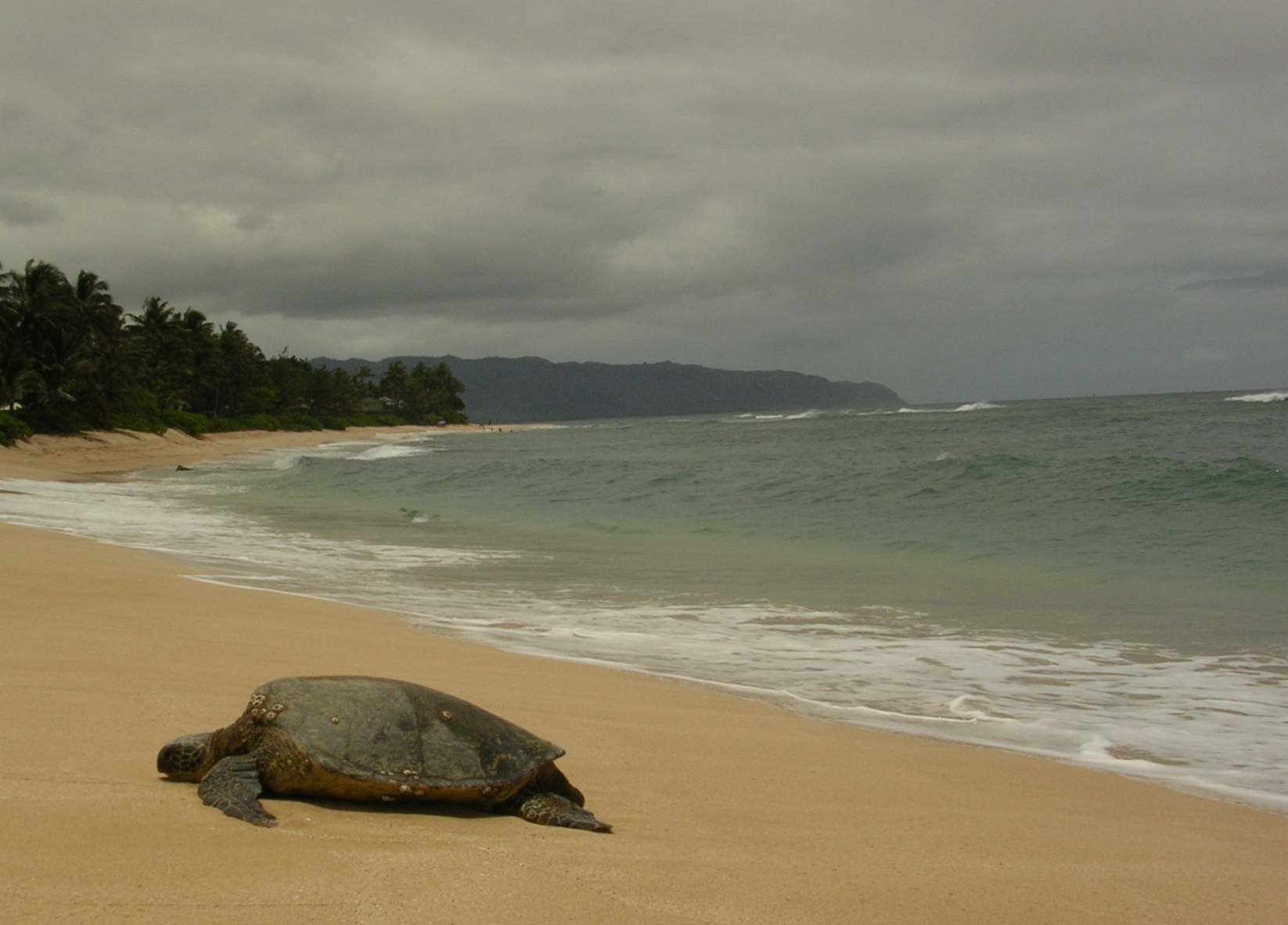
沙灘上的綠蠵龜。

一般而言野外綠蠵龜需長20—50年才會成熟，成熟的綠海龜背甲長約90至135公分，體重超過100公斤以上。成熟後的綠蠵龜可由尾巴的長短來辨識雌雄，公綠海龜的尾巴可長約背甲的一半長，而母綠海龜一般不會超過背甲後緣。未成熟的綠蠵龜則無法從外觀上辨識出雌雄。
=== 求偶與交配 ===
成熟的綠蠵龜產卵季前，公龜和母綠蠵龜會從其覓食棲地迴游到產卵沙灘附近的海域進行交配，公綠蠵龜會試探性的用鼻子摩擦母綠蠵龜的脖子，或是輕輕的咬住母綠蠵龜的後頸子及前肢，若是母海龜沒有逃開，公綠蠵龜就緩緩的繞到母綠蠵龜的後方，利用前肢的爪子鉤住母綠蠵龜的背甲，和她交配。母綠蠵龜上岸產卵時身上有抓痕，甚至流血；常可見數頭公綠蠵龜爭相與一頭母綠蠵龜交配，交配的行為有可能在海面上或是海裡進行。母綠蠵龜有可能同時和好幾隻公綠蠵龜交配（一妻多夫），並且會將各公綠蠵龜的精子儲存起來好幾個月，等到卵子成熟，再分批受精，所以當母綠蠵龜下蛋時，受精卵有可能是來自於好幾隻公綠蠵龜。因此母綠蠵龜在一個產卵季中，會有多次上岸產卵的行為，每隔10－14日產一次卵。一旦交配期結束，公綠蠵龜即自行返回覓食海域。但綠蠵龜並非每年都進行交配產卵，研究顯示，平均約隔2到9年才會進行迴游，交配，產卵間隔的長短會受到環境因素如氣候、食物、溫度等之影響，母綠蠵龜的生理狀況也會影響到自身的生殖週期；因此，每年上岸產卵的母綠蠵龜數量變化很大，並無一定的週期性。

### 產卵
成熟母綠蠵龜多半在人煙罕至的沙灘上產卵。牠們對棲息地的忠誠度很高，在認定棲息地之後，無論離開多遠，絕大部分綠蠵龜會回到原來的棲地進行繁衍。但是，如果產卵棲息地遭到嚴重破壞或改變時，如：多次嘗試後仍然無法順利掘洞、上岸屢次受到嚴重干擾或有阻礙物擋隔而無法上岸，都會使綠蠵龜被迫放棄原先的產卵沙灘，重新找尋更適合的繁殖地域。
在南中國海附近海域，綠蠵龜的交配期約為每年三月、四月間，而產卵季則約為每年五月至十月之間，以七月、八月為產卵的高峰期。每頭母綠蠵龜一季會上岸產下一到九窩卵（平均約為四窩卵），每窩約有100至110粒綠蠵龜卵。

### 孵化
在經過了50天左右的孵化期後，小綠蠵龜就會破殼而出。孵化中的稚龜包覆在柔軟且具有韌性的蛋殼中。上面有許多不定型的蛋孔，是與外界交換氣體和吸收孵化期間所需水分的重要結構，因此稚龜孵化狀況會受到卵窩位置與沙灘降雨量的影響。和多數其他爬蟲類動物相似，綠蠵龜的性別取決於綠蠵龜卵孵化期第三至五週(即孵化期的中段，稱為性別決定期；Sex Determination Period；SDP)的沙溫。
研究資料顯示，綠蠵龜的中樞溫度（即卵窩產生50%雄性與50%雌性時的溫度；Pivotal temperature）雖因地區的不同而有所差異，但通常介於28.0～30.3℃之間，當性別決定期溫度高於中樞溫度時，孵化出的均為雌龜，當溫度低於中樞溫度時，孵化出的均為雄龜，而介於中樞溫度間的沙溫，則會孵化出性別比例接近的稚龜。

### 稚龜

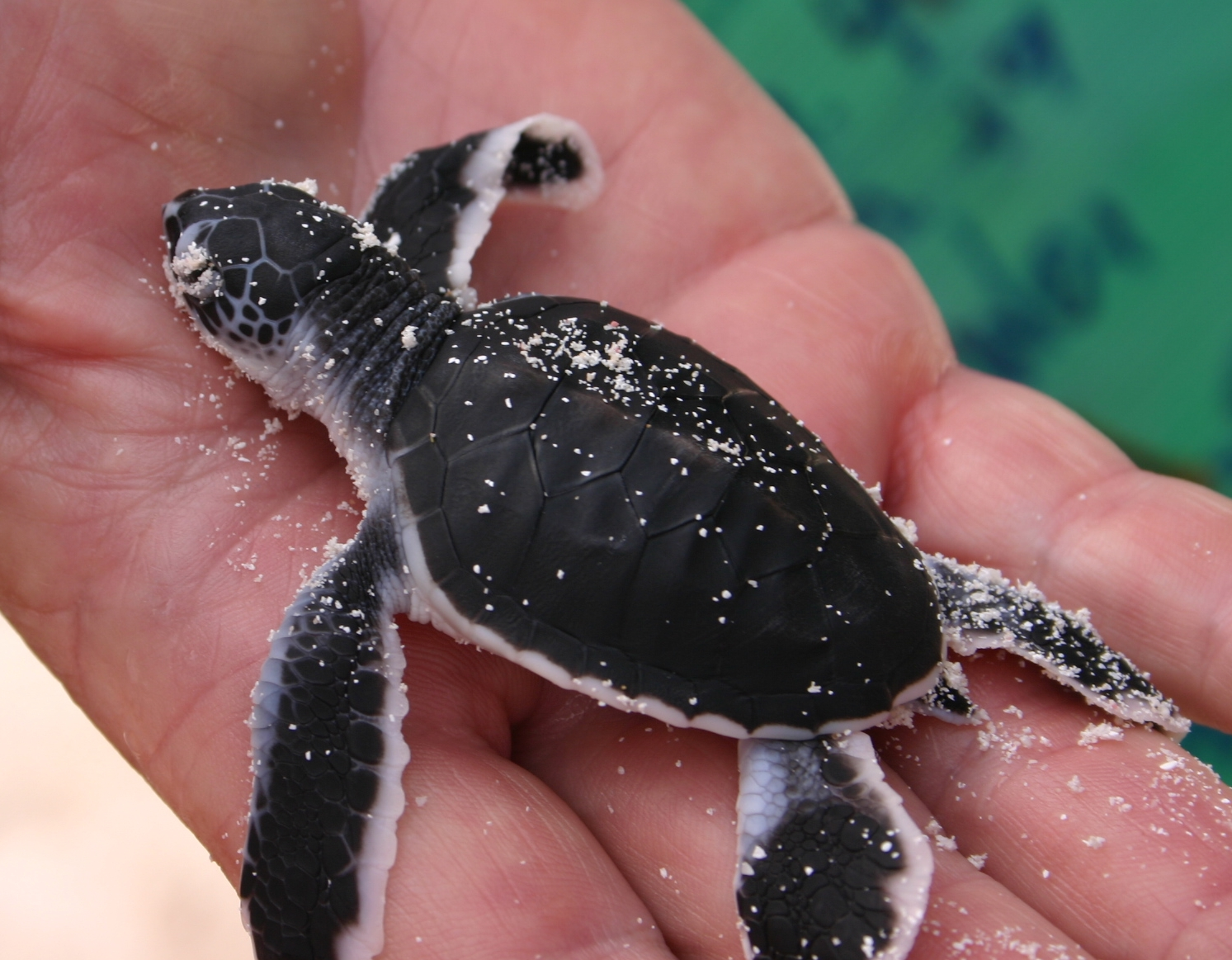
一頭剛孵出的稚龜

剛孵出的稚龜，背甲直線長約四到五公分之間，差不多是成人的掌心長度。背甲主要是黑色，腹部背甲邊緣和鰭緣是白色。同一窩的小綠蠵龜多半會在同一時間內爬出卵窩（稱為脫出），脫殼而出的稚龜，約需3到7天的時間才能爬出卵窩。避敵天性使然，稚龜通常會在夏天夜晚沙溫較低時，才會爬出地面，向著較為明亮的大海匍匐前行。在到達海邊時，便藉着趨浪性，順著海浪的聲音，衝進浪花裡，奮力向外海游出。可以不停向外游上24小時，以減少被天敵捕食的機會。
在稚龜回到大海再到長大成為二、三十公分的幼龜之間，因沒有人在近海或海邊看過牠們，過往科技不夠發達時，並不能真正找到牠們生活地點，所以都用「迷失的歲月」來形容這段人類看不見的幼年期生活史。近年來，因航海及海洋探測的技術大為進步，目前的證據顯示，稚龜似乎在躲藏在大洋上漂流的馬尾藻團之下，過着以浮游生物為食的浮游性生活。但仍無法確定稚龜是怎樣到達馬尾藻團；也許是順著近岸洋流飄游抵達，至今仍無法有很確切地瞭解小龜成長經過。

### 亞成龜

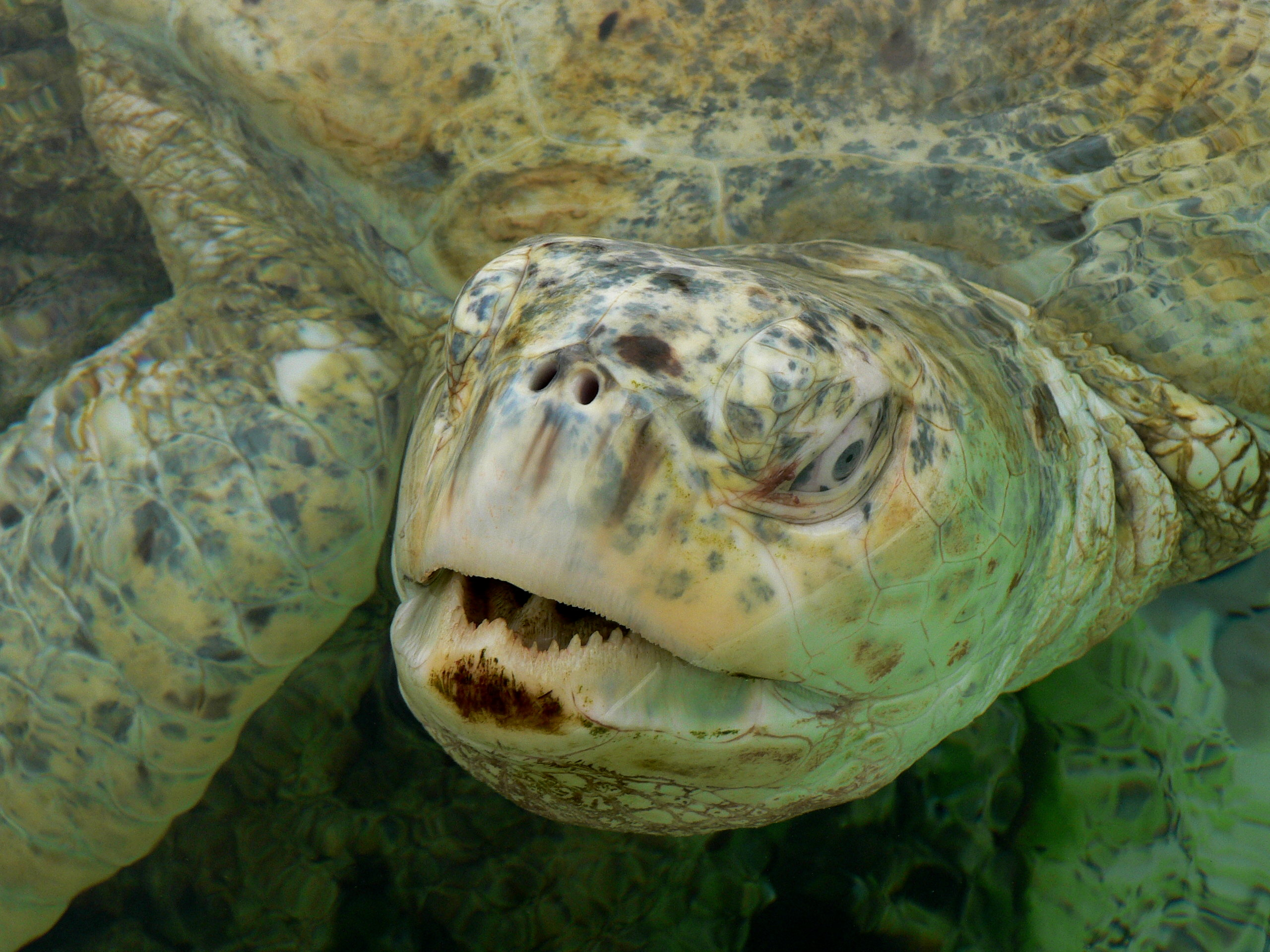
绿海龟特写

小綠蠵龜成長至背甲直線長二、三十公分之後，才結束其浮游性的生活，此時稱為亞成龜，牠們會在近岸的淺水區域，選擇有海草或大型藻類豐盛的棲地定居，以海中植物為主食的底棲性生活。而這類的區域多與珊瑚礁重疊分佈，因此在珊瑚礁區常可見到綠蠵龜的蹤影。在成長過程中，可能固定居住在一個攝食棲地，也可能在不同的年齡中，遷移到不同的棲地去居住。無論是哪一種情形，都會在成熟之後，回到原來的出生地去繁衍下一代。綠蠵龜成熟的體長都在八、九十公分以上。

## 與人類的關係
2007年11月15日世界自然基金會香港分會公佈「我最喜愛海洋10寶」公眾網上投票結果，此網上投票為期4個月選出最受歡迎十種本地海洋生物。绿海龟得1695票榮獲「我最喜愛海洋10寶」第二位。

## 天敵與人為干擾

### 天敵
綠蠵龜的成龜因體型碩大、背及腹甲堅硬且游泳速度迅速，因此，除了人類之外，幾乎沒有什麼主要的天敵。雖然曾經有成龜失去一隻鰭狀肢或是鰭肢的末端有被噬咬的傷痕，但這種類似被鯊魚或其他凶猛的動物如虎鯨等攻擊的狀況並不多見。但小綠蠵龜的天敵卻是非常多，在陸地有各種沙灘上的動物，如：狗、貓、沙蟹、浣熊、紅火蟻、蛇、海鷗等都會對小龜進行攻擊，在海中則有各種肉食性的魚類如：鯊魚、旗魚等。由於缺乏足夠的防禦的能力、小海龜的背殼還不夠堅硬、跑（游）的又不夠快，因此很容易成為這些天敵的美食，小綠蠵龜在第一年的死亡率很高，研究資料估計，只有約1%的小綠蠵龜能夠長大為成龜。

### 人為干擾

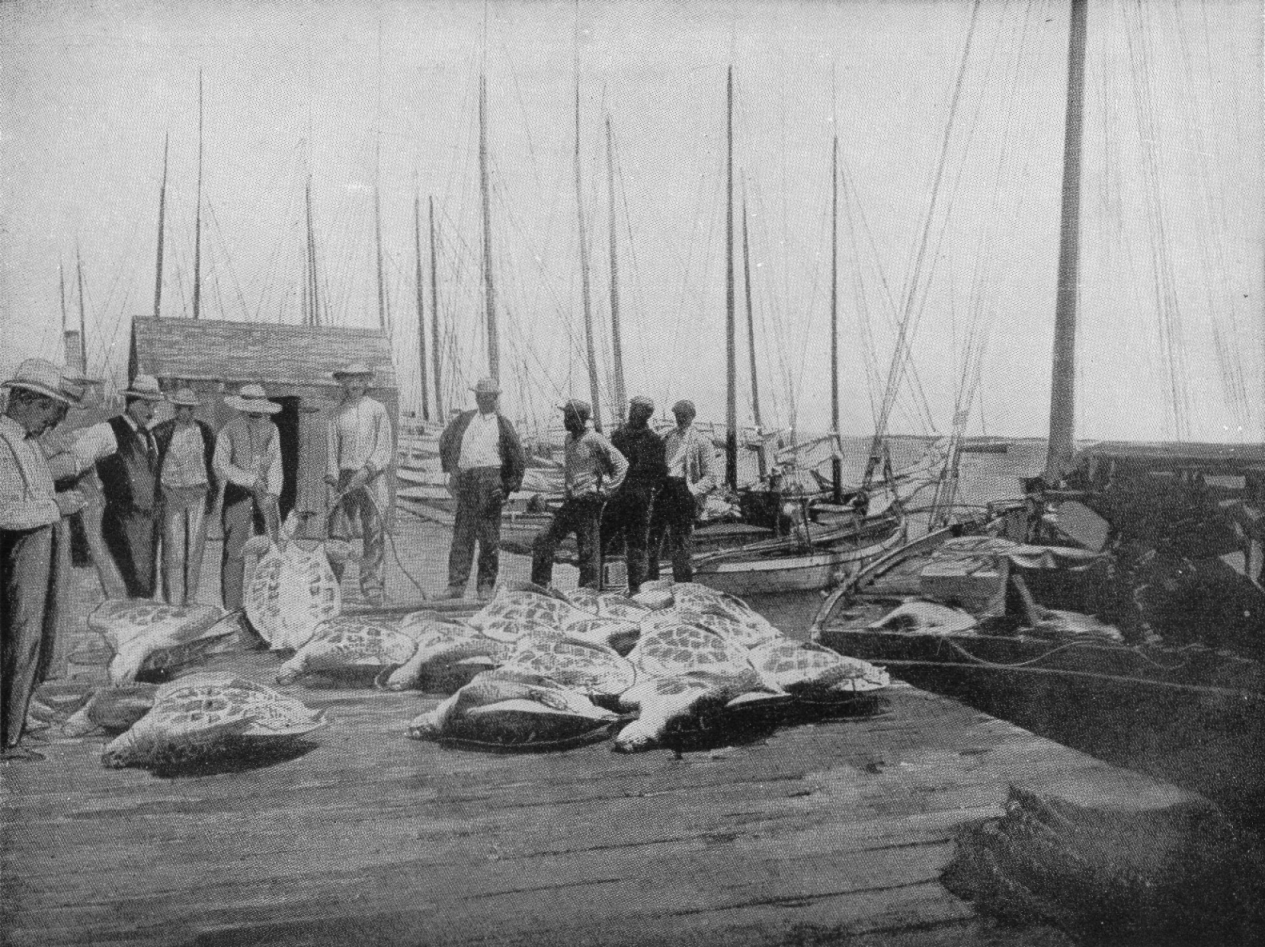
在佛州基韋斯特獵殺綠蠵龜

在人為干擾方面，產卵棲地的破壞包括騷擾產卵母龜、不當挖掘龜卵、捕捉小海龜及不當的建設開發、挖取沙灘沙石移作他用、岸上燈光設置等都對牠們繁殖有巨大影響。騷擾產卵母綠蠵龜包括刻意的捕抓與無意的探訪干擾，尤其以不知情遊客的沙灘活動居多，因此海龜生態教育與生態旅遊對保育綠蠵龜非常重要，在臺灣澎湖縣望安鄉設有望安島綠蠵龜產卵棲地保護區與澎湖望安綠蠵龜觀光保育中心。如香港南丫島的深灣沙灘，本為綠蠵龜的繁殖地，但因當局監管不力而導致綠蠵龜在此地絕跡三年。曾於2002年到深灣產卵的「香港一號」，更以失蹤逾10年。本為過多的干擾會使母龜無法產卵，並可能永遠放棄該產卵棲地；而不當挖掘龜卵、捕捉小綠蠵龜更是直接減少新生小龜數量，以上三因素都會使產卵棲地的綠蠵龜族群數量減少。
不當的建設開發、挖取沙灘沙石移作他用會使得沙灘變成礫灘，甚至消失。如此一來，母龜不但無處產卵，小海龜脫殼後也會因爬不過礫石而曬死沙灘上。另外，岸上燈光設置，沙灘附近的路燈及或建築物所發出的強光，會干擾憑藉趨光性尋找海洋的稚龜，而找不到下海的路，過程中慘遭天敵的毒手或是曝屍道路上。
在海洋棲地的人為危害包括不當漁法造成兼捕問題嚴重，使得每年死於誤補的海龜不計其數，因此美國國家海洋和大氣管理局大力推廣海龜脫逃器（海龜逃脫裝置），以減少海龜混獲的數量。另外海洋的污染也會使得海龜感染疾病，殘留的釣魚線也可能纏繞海龜四肢或頭頸造成海龜的斷肢甚至死亡。亦或遭到惡劣無知觀光客使用岸邊石頭砸傷身體，傷重失去覓食能力或者死亡。以上這些人為的破壞，都嚴重降低海龜族群的存活率。

## 外部連結
- Images and movies (Chelonia mydas)—ARKive
- US National Marine Fisheries Service green sea turtle page （页面存档备份，存于）
- Floridian and Mexican populations （页面存档备份，存于）—US Fish and Wildlife Service
- IUCN Red List entry （页面存档备份，存于）
- Desktop wallpaper & fun green turtle facts （页面存档备份，存于）
- Green Turtle video （页面存档备份，存于） – Macaulay Library
- 剛孵化的綠蠵龜Baby green sea turtle （页面存档备份，存于） - Open Water 859
- 聖加拉奇保育計畫綠蠵龜 Baby green sea turtles of Conservation Programme on Sangalaki （页面存档备份，存于） - Open Water 859